# Zair
Zair (fr. Zaïre), Republika Zairu (fr. République du Zaïre) – nazwa Demokratycznej Republiki Konga pod rządami prezydenta Mobutu Sese Seko, obowiązująca od 27 października 1971 do 17 maja 1997, używana także w odniesieniu do całego okresu jego rządów w państwie, od 24 listopada 1965.

## Historia
Joseph-Désiré Mobutu (znany później jako Mobutu Sese Seko), głównodowodzący kongijskiej armii narodowej, zdobył władzę w niestabilnym politycznie kraju, niepodległym od 1960 roku, w wyniku zamachu stanu. W przeciągu kilku lat dokonał on centralizacji władzy, skupiając ją w rękach przewodzonego przez siebie Ludowego Ruchu Rewolucji (Mouvement populaire de la Révolution). W 1970 roku został wybrany prezydentem, jako jedyny kandydat startujący w wyborach. Rok później w kraju rozpoczęła się kampania mająca na celu stworzenie wśród obywateli poczucia jedności narodowej i pozbycia się pozostałości ery kolonialnej. Mobutu rzucił hasło: Zair - nasz kraj, nasza rzeka, nasza waluta. W jej wyniku zmieniona została nazwa kraju (na Zair) oraz niektórych miast (m.in. stolicy z Léopoldville na Kinszasę), mieszkańcy zostali zobowiązani do zmiany imion na afrykańskie. W państwie zapanowała względna stabilność trwająca do późnych lat 70.
W 1977 i 1978 roku w prowincji Shaba (obecnie Katanga) miały miejsce dwa powstania, zorganizowane przez operujący z terytorium Angoli Narodowy Front Wyzwolenia Konga (Front national pour la libération du Congo), stłumione przy współudziale wojsk francuskich, belgijskich i marokańskich. W latach 80. rozpoczęła się wzmożona aktywność opozycji, m.in. Unii na rzecz Demokracji i Postępu Społecznego (Union pour la démocratie et le progrès social). Próby stłumienia opozycji przez Mobutu Sese Seko spotkały się z międzynarodową krytyką.
Wraz z zakończeniem zimnej wojny, nastąpił wzrost napięcia w kraju. Pozycja Mobutu Sese Seko osłabiała się w wyniku coraz liczniejszych protestów, wzmagającej się międzynarodowej krytyki wywołanej łamaniem praw człowieka oraz słabnącej gospodarki. W latach 1991 i 1993 nastąpiły protesty wojska wywołane niewypłacaniem pensji. W 1994 roku w związku z konfliktem trwającym w sąsiedniej Rwandzie do wschodniego Zairu zaczęli przybywać uchodźcy oraz bojówki Hutu.
W 1996 roku w Zairze wybuchła wojna domowa, gdy Sojusz Sił Demokratycznych na rzecz Wyzwolenia Konga (Alliance de forces démocratiques pour la libération du Congo), wspierany przez Rwandę i Ugandę, rozpoczął ofensywę, mającą na celu obalenie Mobutu Sese Seko. Po nieudanych negocjacjach prezydent uciekł z kraju. 17 maja 1997 władzę w państwie przejął Laurent-Désiré Kabila, zmieniając nazwę kraju na Demokratyczną Republikę Konga.